# André Chamson
André Jules Louis Chamson, né le 6 juin 1900 à Nîmes et mort le 9 novembre 1983 dans le 5e arrondissement de Paris, est un essayiste, historien, conservateur de musée et romancier français.

## Biographie

### Origines familiales et études
André Chamson est le fils de Jean Chamson et de Madeleine Aldebert, une famille protestante. D'origine cévenole, il grandit dans la commune du Vigan (Gard).
Après avoir étudié au lycée Jean-Baptiste-Dumas d'Alès, puis à celui de Montpellier, il est élève de l'École des chartes (promotion 1924), où il obtient le diplôme d'archiviste paléographe, en soutenant une thèse d'école intitulée Étude sur la géographie historique et l’histoire de l’évêché d’Arisitum du VIe au VIIIe siècle.

### Carrière
À la suite des événements de février 1934, il s'engage dans la lutte antifasciste en adhérant au Comité de vigilance des intellectuels antifascistes, puis à l'Association des écrivains et artistes révolutionnaires.
Militant au côté du Front populaire, il fonde en 1935 avec Jean Guéhenno et Andrée Viollis l'hebdomadaire Vendredi dont ils assureront une direction collégiale du journal jusqu'à sa disparition en novembre 1938.
Durant la Guerre d'Espagne, il s'engage aux côtés des républicains. Revenu en France, il devient conservateur de musée.

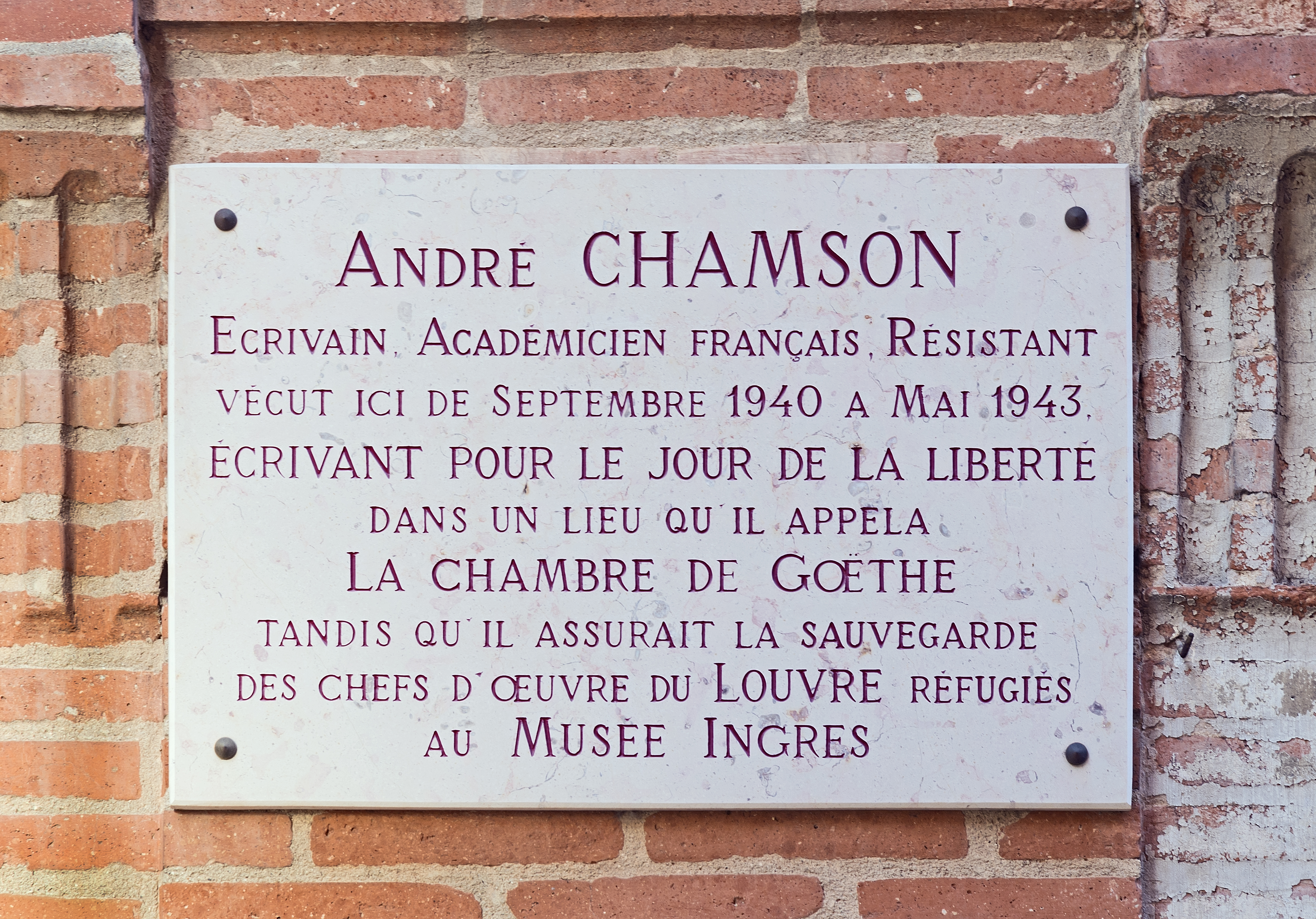
Montauban : plaque commémorative au 30, rue de la Comédie.

Lorsque la Seconde Guerre mondiale éclate, c'est à ce titre qu'il est rappelé, en lien avec le protestant Jacques Jaujard, pour diriger l’évacuation des chefs-d’œuvre du musée du Louvre vers le château de Chambord, avant l'arrivée des troupes allemandes dans la capitale. Durant l'occupation, il entre dans la Résistance dans les maquis du Lot.
Il s'installe au Château de la Treyne à Lacave puis il réside à Montauban entre septembre 1940 et mai 1943, dans l'immeuble situé 30, rue de la Comédie, où il va assurer la conservation des chefs-d'œuvre du musée du Louvre se trouvant au musée Ingres.
À la Libération, il retrouve ses fonctions de conservateur de musée et est nommé au Petit Palais. Il devient directeur des Archives de France de 1959 à 1971.
Il est élu membre de l’Académie française le 17 mai 1956, par 18 voix — celles entre autres de Jules Romains, André Maurois et Georges Duhamel — au fauteuil d'Ernest Seillière et sollicite son amie, la joaillière Suzanne Belperron, pour la création de son épée.
De 1951 à 1959, il est président du PEN Club français, puis de 1957 à 1959 du PEN club international. En 1957, il est élu Majoral du Félibrige (Cigalo de Tarn) et membre non résidant de l'Académie de Nîmes, et, en 1958, mainteneur de l'Académie des Jeux floraux.
Protestant, généreux et engagé, dans sa vie comme dans ses livres, il situe la plupart de ses récits dans le cadre des Cévennes, sa région natale (Roux le Bandit, 1925 ; Les Hommes de la route, 1927 ; Le Crime des justes, 1928 ; La Neige et la Fleur, 1951 ; La tour de Constance, 1970). Il a pris la parole sept fois dans les Assemblées du Désert (1935, 1954, 1958, 1967, 1972, 1975 et 1979), grands rassemblements protestants organisés chaque année le premier dimanche de septembre sur les terrains du Musée du Désert au Mas Soubeyran dans le Gard.
Il est le premier lauréat, en 1929, du « Prix des Muses » qui récompensait non seulement l'ouvrage publié au cours de l'année, mais également l'ensemble de sa carrière.
Il a fait partie du comité de rédaction de la revue littéraire Europe lors de sa reparution en 1946.
Il est élu président du jury du Festival de Cannes en 1968.
Il est membre du conseil d'administration de l'ORTF et président du Comité de promotion des langues de France en 1977.
C'est lui qui remet le grand cordon de la Légion d'honneur à Valéry Giscard d'Estaing le jour de son investiture au palais de l'Élysée le 27 mai 1974.
Il est enterré, avec son épouse Lucie Mazauric, sur le serre de la Lusette, près du Pic de Barette qui domine la vallée de Taleyrac, sur la commune de Valleraugue. Ils sont les parents de la romancière Frédérique Hébrard, née en 1927.
La cité scolaire du Vigan porte son nom.

## Œuvres
- 1923 : Attitudes (La Laborieuse)
- 1925 : Roux le bandit (Grasset)
- 1927 : L’Homme contre l’Histoire (Grasset), Les Hommes de la route (Grasset)
- 1928 : Le Crime des Justes (Grasset), Tabusse. La fête et le char (Les Cahiers Libres)
- 1929 : Clio, ou l’Histoire sans les Historiens (Hazan)
- 1930 : Tyrol (Grasset), L’Aigoual (Émile Paul), Histoire de Magali (Hartmann), Histoires de Tabusse (Mercure de France), Li Nivo éron si compagno. Compagnons de la Nuée (Hartmann), La Révolution de dix-neuf, suivi de : Esquisse d’une théorie de l’immunité (Hartmann)
- 1931 : Affirmations sur Mistral (Émile Paul)
- 1932 : Héritages (Grasset)
- 1933 : L’Auberge de l’abîme (Grasset)
- 1934 : L’Année des vaincus (Grasset)
- 1935 : Les Quatre Éléments (récits)(Grasset)
- 1937 : Retour d’Espagne (Grasset)
- 1939 : La Galère (Gallimard)
- 1940 : Quatre mois, carnet d’un officier de liaison (Flammarion)
- 1944 : Écrit en 1940 (Gallimard)
- 1945 : Le Puits des miracles (Gallimard)
- 1946 : Le Dernier Village (Mercure de France), Fragments d’un liber veritatis 1941-1942 (Gallimard)[9]
- 1947 : Écrit en 40. Écrit en 44 (Minuit)
- 1948 : La Peinture française au Musée du Louvre (Braun), Si la parole a quelque pouvoir, discours et articles de revues 1945-1947 (Éditions du Mont-Blanc), L’Homme qui marchait devant moi (Gallimard)
- 1951 : Le Garçon, la Fille et la Bête (Éditions de la Paix), La Neige et la Fleur (Gallimard)
- 1952 : On ne voit pas les cœurs, quatre actes (Gallimard)
- 1953 : La fin de “Greenville”
- 1954 : Le Chiffre de nos jours (Gallimard), L’École de tout le monde (Fayard)
- 1955 : Courbet (Flammarion), Le drame de Vincennes (Grasset)
- 1956 : Adeline Venician (Grasset)
- 1956 : Languedoc méditerranéen (Hachette, les albums des guides bleus) (avec Gérald Maurois et Duc de Castries).
- 1958 : Nos ancêtres, les Gaulois (Gallimard)
- 1961 : Devenir ce qu’on est (Gallimard), Le rendez-vous des espérances (Gallimard)
- 1964 : Comme une pierre qui tombe (Gallimard)
- 1965 : La Petite Odyssée (Gallimard)
- 1967 : La Superbe (Plon)
- 1968 : Suite cévenole (Plon) (contient : Roux le bandit, Les Hommes de la route et Le Crime des justes.)
- 1969 : Suite pathétique (Plon) (contient : L'homme qui marchait devant moi, Adeline Venician et Comme une pierre qui tombe.)
- 1970 : La Tour de Constance (Plon)
- 1974 : Les Taillons ou la Terreur blanche (Plon)
- 1975 : La Reconquête (Plon)
- 1977 : Sans Peur et les brigands au visages noirs (Plon)
- 1979 : Castanet, le camisard de l’Aigoual (Plon)
- 1982 : Catinat, gardian de Camargue
- 1984 : Il faut vivre vieux (Grasset)

## Filmographie
- 1949 : Tabusse de Jean Gehret (scénariste et dialoguiste)
- 1950 : Le Crime des justes de Jean Gehret (scénariste et dialoguiste)
- 1952 : Cœur d'amour épris, court métrage de Jean Aurel (scénariste et auteur du commentaire)